# (6477) 1988 AE5
A (6477) 1988 AE5 a Naprendszer kisbolygóövében található aszteroida. Henri Debehogne fedezte fel 1988. január 14-én.